# Tatarməhlə
Tatarməhlə è un comune dell'Azerbaigian situato nel distretto di Neftçala.